# Coussapoa parvifolia
Coussapoa parvifolia är en nässelväxtart som beskrevs av Paul Carpenter Standley. Coussapoa parvifolia ingår i släktet Coussapoa och familjen nässelväxter. Inga underarter finns listade i Catalogue of Life.